# Alexander Fullerton
Pour les articles homonymes, voir Fullerton.
 (novembre 2023).
La mise en forme du texte ne suit pas les recommandations de Wikipédia : il faut le « wikifier ».
Les points d'amélioration suivants sont les cas les plus fréquents :
- Les titres sont pré-formatés par le logiciel. Ils ne sont ni en capitales, ni en gras.
- Le texte ne doit pas être écrit en capitales (les noms de famille non plus), ni en gras, ni en italique, ni en « petit »…
- Le gras n'est utilisé que pour surligner le titre de l'article dans l'introduction, une seule fois.
- L'italique est rarement utilisé : mots en langue étrangère, titres d'œuvres, noms de bateaux, etc.
- Les citations ne sont pas en italique mais en corps de texte normal. Elles sont entourées par des guillemets français : « et ».
- Les listes à puces sont à éviter, des paragraphes rédigés étant largement préférés. Les tableaux sont à réserver à la présentation de données structurées (résultats, etc.).
- Les appels de note de bas de page (petits chiffres en exposant, introduits par l'outil «  Source ») sont à placer entre la fin de phrase et le point final[comme ça].
- Les liens internes (vers d'autres articles de Wikipédia) sont à choisir avec parcimonie. Créez des liens vers des articles approfondissant le sujet. Les termes génériques sans rapport avec le sujet sont à éviter, ainsi que les répétitions de liens vers un même terme.
- Les liens externes sont à placer uniquement dans une section « Liens externes », à la fin de l'article. Ces liens sont à choisir avec parcimonie suivant les règles définies. Si un lien sert de source à l'article, son insertion dans le texte est à faire par les notes de bas de page.
- La présentation des références doit suivre les conventions bibliographiques. Il est recommandé d'utiliser les modèles {{Ouvrage}}, {{Chapitre}}, {{Article}}, {{Lien web}} et/ou {{Bibliographie}}. Le mode d'édition visuel peut mettre en forme automatiquement les références.
- Insérer une infobox (cadre d'informations à droite) n'est pas obligatoire pour parachever la mise en page.

Pour une aide détaillée, merci de consulter Aide:Wikification.
Si vous pensez que ces points ont été résolus, vous pouvez retirer ce bandeau et améliorer la mise en forme d'un autre article.
Alexander Fullerton (1924  –  2008) était un auteur britannique de fiction navale et autre. Né en 1924 dans le Suffolk et élevé en France, il fut cadet pendant les années 1938-1941 au Royal Naval College de Dartmouth dès l'âge de treize ans. Il partit en mer, servant d'abord à bord du cuirassé Queen Elizabeth en Méditerranée, et passa le reste de la guerre en mer, principalement sous celle-ci, dans des sous-marins. Il a servi comme officier d'artillerie et de torpille du sous-marin HM Seadog en Extrême-Orient, 1944-1945, en cette qualité, il a été mentionné dans les dépêches pour services distingués.

## Écriture
Le premier roman d'Alexander Fullerton, Surface ! – basé sur ses expériences dans Seadog – a été publié en 1953. Il est devenu un best-seller immédiat, avec cinq réimpressions en six semaines, et s'est vendu à plus de 500 000 exemplaires. Il vit uniquement de ses écrits depuis 1967 et est considéré (par ses éditeurs) comme l'un des auteurs les plus empruntés aux bibliothèques britanniques.

### The Nicholas Everard Series
La série en neuf volumes Mariner of England d'Alexander Fullerton mettant en vedette son héros Nicholas Everard a assuré sa réputation comme l'un des meilleurs écrivains modernes sur la guerre navale. En plus des volumes individuels, la série est également publiée en trois volumes omnibus, comprenant chacun trois romans
- The Blooding of the Guns (1976)
- Sixty Minutes for St George (1977)
- Patrol to the Golden Horn (1978)
- Storm Force to Narvik (1979)
- Last Lift from Crete (1980)
- All the Drowning Seas (1981)
- A Share of Honour (1982)
- The Torch Bearers (1983)
- The Gatecrashers (1984)

### The SBS Trilogy
- Special Deliverance (1986)
- Special Dynamic (1987)
- Special Deception (1988)

### The Rosie Ewing Quartet and Prequel
Une série de romans sur une femme agent du Special Operations Executive (« SOE ») britannique de la Seconde Guerre mondiale dans la France occupée par les nazis. La protagoniste de Fullerton, Rosie Ewing, a peut-être été inspirée par les expériences réelles de l'agent décoré du SOE Odette Sansom Hallowes.
- Into the Fire (1995)
- Return to the Field (1997)
- In at the Kill (1999)
- Single to Paris (2001)

Après avoir écrit les quatre premiers romans de Rosie Ewing, Fullerton a écrit une préquelle en 2006, utilisant l'idée littéraire selon laquelle la vraie « Rosie » l'avait contacté pour raconter l'histoire de sa première mission :
- Staying Alive (2006)

Roman connexe : Le livre de Alexander Fullerton de 1996, « Band of Brothers », sur les efforts d'une force de canonnières et de torpilleurs britanniques pour couler un navire de ravitaillement sous-marin allemand, a pour protagoniste un personnage majeur (l'officier de marine Ben Quarry) de la Quatuor Rosie Ewing.

### Autres romans
- Surface! (1953)
- Bury the Past (1954)
- Old Moke (1954)
- No Man's Mistress (1955)
- A Wren Called Smith (1957)
- The White Men Sang (1958) - un récit fictif de la Shangani Patrol, l'équivalent rhodésien du dernier combat de Custer ou de l'Alamo
- The Yellow Ford (1959)
- The Waiting Game (1961)
- Mantrap (1961)
- Soldier from the Sea (1962)
- The Thunder and the Flame (1964)
- Lionheart (1965)
- Chief Executive (1969)
- The Publisher (1969)
- Store (1971)
- The Escapists (1972)
- Other Men's Wives (1973)
- Piper's Leave (1974)
- Regenesis (1983)
- The Aphrodite Cargo (1985)
- Look to the Wolves (1988) (tome 1 sur 2 dans la série Russian Battles)
- Johnson's Bird (1989)
- Bloody Sunset (1991) (tome 2 sur 2 dans la série Russian Battles)
- Love for an Enemy (1993)
- Not Thinking of Death (1994) (un récit fictif du naufrage du HMS Thetis (N25) pendant les essais)
- Band of Brothers (1996) (se déroulant dans l'univers "Rosie Ewing" Le protagoniste Ben Quarry est un personnage important du livre de Alexander Fullerton. "Rosie Ewing")
- Final Dive (1998)
- Wave Cry (1999)
- The Floating Madhouse (2000)
- Flight to Mons (2003)
- Westbound, Warbound (2003) (tome 1 sur 2 dans la série Andy Holt)
- Stark Realities (2004)
- Non-Combatants (2005) (tome 2 sur 2 dans la série Andy Holt)
- Submariner (2008)

## Sources
- Alexander Fullerton, Nicholas Everard, Mariner of England: Volume 1. Little, Brown & Company, 2001.  (ISBN 0-316-85883-8).